# Lamborghini Cimbareto LPT 1000-4
 (juin 2022).
Si vous disposez d'ouvrages ou d'articles de référence ou si vous connaissez des sites web de qualité traitant du thème abordé ici, merci de compléter l'article en donnant les références utiles à sa vérifiabilité et en les liant à la section « Notes et références ».
 (juin 2022).
Chronologie des modèles
La Lamborghini Cimbareto LPT 1000-4 est un concept car du constructeur automobile italien Lamborghini. Le design a été proposé en 2017 et quelques maquettes ont été réalisées.

## Date de sortie
Aucune date de sortie n'est prévue pour cette voiture.

## Design et moteur
Ce design aérodynamique est basé sur la Lamborghini Aventador actuelle, avec un V10 ICE de très petite cylindrée qui tourne à 90°. Cette voiture ne sera pas une Lamborghini de course, et elle sera hybride.